# Užice (općina)
Općina Užice (srpski: Општина Ужице) je općina u Zlatiborski okrugu u zapadnoj Srbiji. Središte općine je grad Užice.

## Stanovništvo
Prema popisu stanovništva iz 2002. godine općina je imala 83.022 stanovnika,

## Naselja
Bioska, Bjelotići, Buar, Vitasi, Volujac, Vrutci, Gorjani, Gostinica, Gubin Do, Dobrodo, Drežnik, Drijetanj, Duboko, Zbojštica, Zlakusa, Kamenica, Karan, Kačer, Keserovina, Kotroman, Krvavci, Kremna, Kršanje, Lelići, Ljubanje, Mokra Gora, Nikojevići, Panjak, Pear, Ponikovica, Potočanje, Potpeće, Ravni, Raduša, Ribaševina, Sevojno, Skržuti, Stapari, Strmac, Trnava i Užice.

## Vanjske poveznice
- Službena stranica općine  Arhivirana inačica izvorne stranice od 7. kolovoza 2011. (Wayback Machine)